# لاندا نهنگ
لاندا نهنگ یک ستاره است که در صورت فلکی نهنگ قرار دارد.